# J. J. Yeley

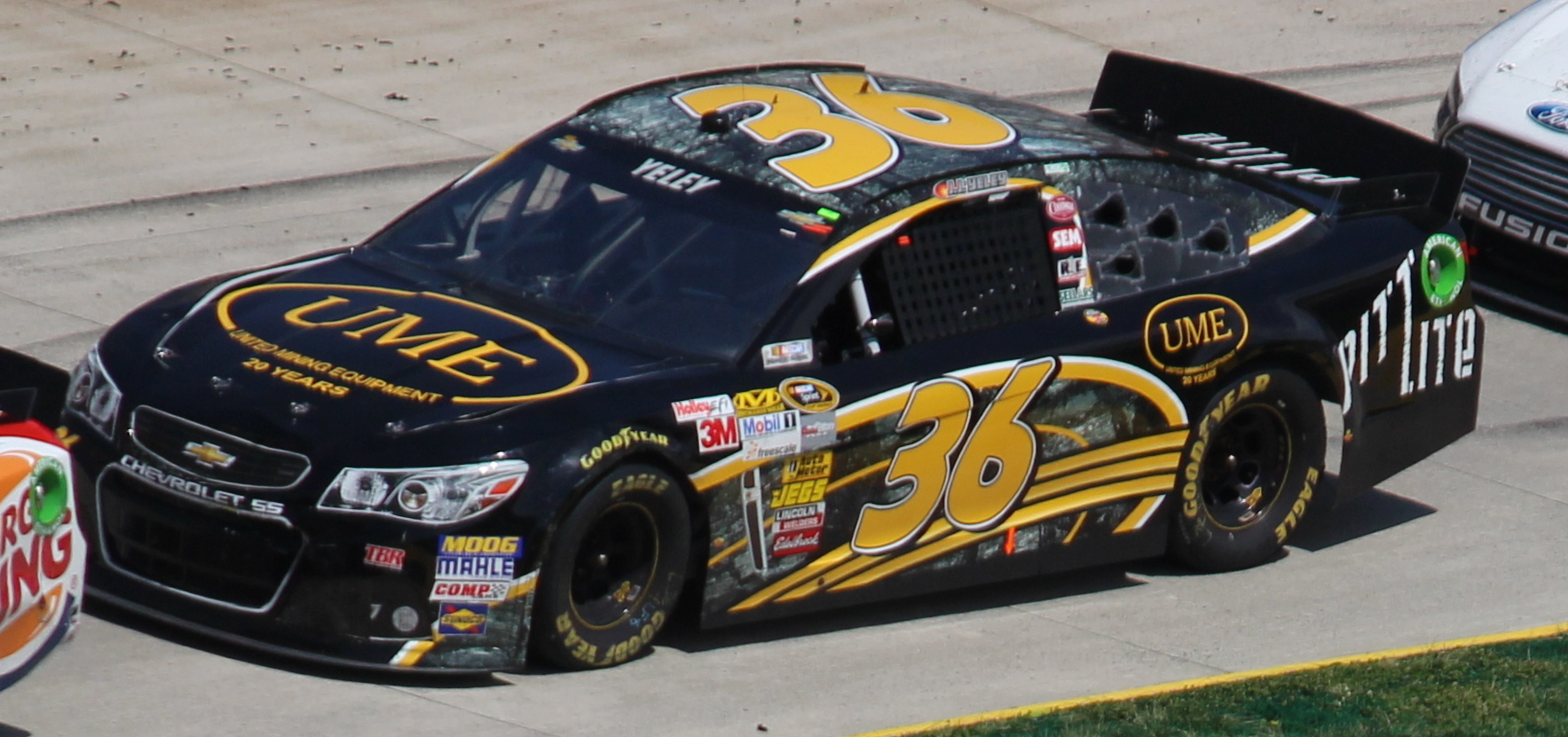
Carro de J. J. Yeley na NASCAR Cup Series de 2013.

Christopher Beltram Hernández Yeley, conhecido apenas por J.J. Yeley (Phoenix, 5 de outubro de 1976) é um automobilista norte-americano. 
Correu na IRL, atualmente competindo na NASCAR.